# 哈斯科賽島
哈斯科賽島是蘇格蘭的島嶼，位於耶爾島和費特勒島之間的大西洋海域，屬於昔德蘭群島的一部分，面積2.75平方公里，最高點海拔高度30米，島上無人居住。
60°37′N 0°59′W / 60.617°N 0.983°W